# Vrhpoljec
Vrhpoljec (tudi 'vrhpolc' ali Oberfelder, po nemškem imenu vasi Vrhpolje pri Vipavi) je zgodovinsko gledano verjetno najbolj znano rdeče vipavsko vino. Druga imena te sorte so krhka črnina, mavrovna in prava črnina. Zelo pohvalno ga omenja že Valvazor. V času, ko so veliko večino vina popili sproti in ga niti niso stekleničili, so vrhpoljca polnili v steklenice in prodajali širom po takratni državi in ga tudi izvažali.
Sredi 19. stoletja je vrhpoljec veljal za najboljše vino  pridelano na Kranjskem. Proti koncu 19. stoletja se je pridelava vrhpoljca že precej zmanjšala, še vedno pa je bilo znano vino Kindermacher, prav tako iz Vrhpolja. Tako je na primer edini predstavnik vinarjev iz dežele Kranjske na državni kmetijsko-gozdarski razstavi na Dunaju leta 1890 bil grof Lanthieri, ki je razstavljal vini Kindermacher in cesarsko vino (Kaiserwein). V kasnejših letih vrhpoljca skoraj ni bilo več mogoče dobiti. Kot razlog za opuščanje vrhpoljca navajajo neredne pridelke, ker naj bi bili vsi cvetovi ženski, ter veliko odvisnost pridelka od vremena v času cvetenja.